# سیارک ۱۹۶۳
سیارک ۱۹۶۳ (به انگلیسی: 1963 Bezovec، نامگذاری:1975CB) هزار و نهصد و شصت و سومین سیارک کشف شده‌است که در ۹ فوریه ۱۹۷۵ کشف شد.
قدر مطلق سیارک برابر ۱۰٫۹۱ است.